# Raksirang
Raksirang (nepalski: राक्सिराङ) – gaun wikas samiti w środkowej części Nepalu w strefie Narajani w dystrykcie Makwanpur. Według nepalskiego spisu powszechnego z 2001 roku liczył on 983 gospodarstw domowych i 6343 mieszkańców (3123 kobiet i 3220 mężczyzn).